# Bob Orton, Sr.
Robert Dale "Bob" Orton, más conocido como Bob Orton, Sr., fue un luchador profesional estadounidense. Fue el padre de la leyenda de la lucha libre profesional "Cowboy" Bob Orton y de su hermano Barry Orton. Por ende, fue el abuelo de la superestrella de la WWE Randy Orton.

## Carrera
Su antiguo nombre del ring fue The Big O, donde Orton luchó para las series de televisión de Stampede Wrestling.
Orton también fue llamado Bulldog Bob Orton, debido a que Orton se graduó en la escuela secundaria Wyandotte.
Bob fue también uno de los primeros luchadores en usar un movimiento muy peligroso conocido como la Piledriver. Orton perfeccionó este movimiento y lo usó con mucha hablidad. Un solo paso y el oponente podría quedar paralizado contra el suelo del ring.
Orton ganó dos veces el título pesado de la National Wrestling Alliance con su compañero Eddie Graham. Orton tuvo éxito en la NWA, ganando varios campeonatos de la NWA, incluso ganó el título de parejas de la NWA con su hijo "Cowboy" Bob Orton, en la promoción Championship Wrestling from Florida. Orton tuvo éxito en la entonces llamada "World Wide Wrestling Federation" (actualmente WWE) luchando con su compañero de parejas Buddy Rogers. 
Orton como "Cowboy" Rocky Fitzpatrick fue el desafiante número uno al campeonato de la WWF y al entonces campeón Bruno Sammartino, pero no logró ganar.

## Vida personal
Orton se casó con una mujer llamada Rita, y juntos tuvieron tres hijos, "Cowboy" Bob Orton , Barry O (Barry Orton) y Rhonda Orton. 
Orton y Andre The Giant fueron muy buenos amigos.

## Retiro
Orton se retiró en 2000. Y decidió pasar los últimos años de su vida en Las Vegas

## Fallecimiento
Orton falleció el 16 de julio de 2006, después de sufrir una serie de ataques al corazón. Orton fue cremado, y sus cenizas fueron lanzadas en la Montania Charleston en Las Vegas, en abril de 2007.

## Campeonatos y reconocimientos
- American Wrestling Association

- AWA Midwest Heavyweight Championship (2 veces)
- AWA Midwest Tag Team Championship (3 veces) – con Mike DiBiase (1) and Maurice Vachon (2)
- Nebraska Heavyweight Championship (1 vez)

- Central States Wrestling

- NWA Central States Heavyweight Championship (2 veces)
- NWA North American Tag Team Championship (Central States version) (1 vez) – con Buddy Austin
- NWA United States Heavyweight Championship (Central States version) (1 vez)

- Championship Wrestling from Florida

- NWA Florida Tag Team Championship (3 veces) – con Dennis Hall (1), Hiro Matsuda (1), y "Cowboy" Bob Orton (1)
- NWA Southern Heavyweight Championship (Florida version) (6 veces)
- NWA World Tag Team Championship (Florida version) (2 veces) – con Eddie Graham

- NWA Big Time Wrestling

- NWA Texas Tag Team Championship (1 time) – con Lord Alfred Hayes

- Mid-South Sports

- NWA Southern Heavyweight Championship (Georgia version) (1 vez)

- NWA Western States Sports

- NWA Southwest Heavyweight Championship (1 vez)

- St. Louis Wrestling Club

- NWA Missouri Heavyweight Championship (1 vez)

- Datos: Q725400